# Крыжановский, Адам Антонович
Ада́м Анто́нович Крыжано́вский (рум. Adam Krijanovski; ? — ?) — городской голова Кишинёва с 1867 по 1869.

## Биография
В 1836 году в чине губернского регистратора занимал должность секретаря земского суда в Елисаветграде, в 1837 году — в Бобринце.
В 1867 году коллежский асессор Адам Крыжановский был избран городским головой, сменив на этом посту Дмитрия Минкова.
В 1869 году на место Крыжановского был назначен Павел Гумалик.